# Grzegorz Cziura
Grzegorz Cziura, né le 3 janvier 1952 à Knurów et mort le 17 juillet 2004 à Siemianowice Śląskie, est un haltérophile polonais.

## Carrière
Grzegorz Cziura participe aux Jeux olympiques de 1976 à Montréal et remporte la médaille d'argent.